# علامات جمعية الأمريكيين ذوي الإعاقة
أصبح مصطلح «علامات جمعية الأمريكيين ذوي الإعاقة» (بالإنجليزية: ADA Signs) شائع الاستخدام في الصناعات المعمارية والبناء واللافتات مع ظهور قانون الأمريكيين ذوي الإعاقة، أو علامة جمعية الأمريكيين ذوي الإعاقة. ينظم قانون الأمريكيين ذوي الإعاقة إمكانية الوصول؛ ويتضمن متطلبات لافتات تقع في مكان مناسب ويسهل قراءتها بصريًا ومن خلال اللمس.
في اللغة الشائعة، غالبًا ما يكون «علامة جمعية الأمريكيين ذوي الإعاقة» مرادفًا لـ«علامة برايل». تشكل اللافتات التي تحتوي على لغة برايل والأحرف البارزة المظهر الأكثر وضوحًا للقانون الذي يتطلب الوصول إلى البيئة المبنية، ولكن معايير اللافتات في إرشادات إمكانية الوصول الخاصة بقانون الأمريكيين ذوي الإعاقة (أو ADAAG) تتطلب أكثر من مجرد لغة برايل والأحرف البارزة على بعض اللافتات.
في الواقع، ينص قانون الأمريكيين ذوي الإعاقة على ثلاث فئات واسعة من المتطلبات.
1) ما إذا كانت اللافتة مطلوبة أم لا
2) متطلبات تصميم اللافتة بما في ذلك الخط وارتفاع الحروف والتباعد وتباين الألوان والتفاصيل المماثلة
3) تحديد المكان الذي يجب تركيب اللافتة فيه، والمتطلبات العامة التي تحدد الأماكن التي لا يجوز تركيب اللافتات فيها
بشكل عام، يجب أن تتوافق كل علامة تقريبًا يمكن اعتبارها علامة «معمارية» مع أحد أو أكثر من إرشادات قانون الأمريكيين ذوي الإعاقة. إذا كانت العلامة تحدد غرفة أو مساحة دائمة في منشأة (بما في ذلك المخارج)، أو توجه أو تخبر عن المساحات الوظيفية للمنشأة، أو تحدد أو توجه أو تخبر عن الميزات التي يمكن الوصول إليها في المنشأة، فيجب أن تمتثل. تعتبر اللافتات المخصصة لأغراض الإعلان والتسويق، واللافتات المؤقتة، والقوائم، وشعارات الشركات وأسمائها أمثلة على اللافتات أو أقسام اللافتات التي لا يتعين عليها الالتزام.

## التاريخ
في البداية، كان يُعتقد أن لافتات جمعية الأمريكيين ذوي الإعاقة قادرة على تغيير البيئة العصرية بما يتناسب مع مستخدمي الكراسي المتحركة. وكما يشير غافي، «كان الكرسي المتحرك الحديث يوفر قدرة أكبر بكثير على الحركة مقارنةً بأي شيء قدمه للأجيال السابقة من ذوي الإعاقة. ولكن لكي يتكامل الكرسي المتحرك مع الحياة العصرية، كان لا بد من تغيير البيئة العصرية بما يتناسب معه».

## الفوائد
نظرًا للقواعد التي تتطلب استخدام لغة برايل في بعض اللافتات، فإن قسم اللافتات يُعتبر في أغلب الأحيان مفيدًا للأشخاص المكفوفين وضعاف البصر. وقد تم تصميم بعض إرشادات اللافتات أيضًا لتفيد الأشخاص ذوي الإعاقة الحركية أو السمعية. إن أنظمة تحديد الاتجاهات وإشارات الغرف الشاملة مفيدة أيضًا للصم، والأشخاص الذين يعانون من مشاكل في التحدث، والأشخاص ذوي الإعاقات المعرفية أو الحالات النفسية التي تجعلهم يتجنبون التحدث إلى الغرباء.
بالإضافة إلى ذلك، يُعتقد عمومًا أن أنظمة الإشارات سهلة القراءة والمصممة جيدًا مفيدة لجميع أصحاب المصلحة الذين يستخدمون المنشأة، بغض النظر عن حالة الإعاقة.

## القواعد
هناك عدد من القواعد العامة للإشارات:
- يجب أن تحتوي جميع العلامات (باستثناء العلامات العاكسة لمواقف السيارات وعلامات المرور الأخرى) على خلفيات وشخصيات غير عاكسة. يعد الوهج والانعكاس مشكلة كبيرة للأشخاص الذين يعانون من ضعف البصر، وخاصة كبار السن.
- يجب أن تتمتع جميع العلامات التي تحتوي على شخصيات مرئية بتباين عالٍ بين الظلام والفاتح (أو العكس) بين الشخصيات وخلفياتها. المسألة المهمة ليست اللون، بل السطوع والظلام: علامة ذات حروف رمادية فاتحة للغاية على خلفية رمادية فحمية ستكون مقبولة، ولكن علامة ذات حروف حمراء على خلفية سوداء لن تكون مقبولة.
- يجب أن تحتوي جميع العلامات على خطوط سهلة القراءة. هناك قواعد مختلفة للعلامات التي تحدد الغرف والمساحات، مقابل العلامات التي توجه وتعلم. يرجع ذلك إلى أن الأشخاص «المكفوفين وظيفيًا» (ليس لديهم رؤية قابلة للاستخدام) قادرون على تحديد موقع الأبواب، وبالتالي يمكنهم تحديد العلامات المجاورة للأبواب التي تحددهم؛ ولكن ليس لديهم طريقة متسقة للعثور على العلامات الاتجاهية والإعلامية التي يمكن تحديد موقعها في أي مكان على طول الممرات.
- يمكن أن تستخدم العلامات الاتجاهية والإعلامية أحرفًا كبيرة وصغيرة (يوصي بها العديد من الخبراء لتحسين قابلية القراءة البصرية) وخطوطًا بسيطة ذات طابع غير زخرفي. لا يُسمح باستخدام الخطوط المختصرة أو الممتدة. الضربات متوسطة الوزن، ليست جريئة للغاية أو رقيقة للغاية. يتم تحديد حجم الحروف حسب المسافة بين العلامة والموضع المتوقع لقارئ العلامة. سيتم تحديد حجم الأحرف على هذه العلامات من خلال مخطط في معايير جمعية الأمريكيين ذوي الإعاقة لعام 2010 للتصميم الذي يمكن الوصول إليه والذي يستخدم مزيجًا من ارتفاع النص فوق الأرض والمسافة التي يتعين على القارئ أن يقف من العلامة.
- يجب وضع علامة جمعية الأمريكيين ذوي الإعاقة التي تحدد الغرف والمساحات بجوار الباب الذي تحدده حتى يتمكن الأشخاص المكفوفون وظيفيًا من تحديد موقعها. في أغلب الأحيان، يتم استخدام إشارة واحدة من قبل القراء اللمسيين والبصريين على حد سواء، وبالتالي هناك حلول وسط لمساعدة القراء اللمسيين. ومع ذلك، فمن الممكن استخدام علامتين منفصلتين بنفس المعلومات. تتطلب العلامات اللمسية أحرفًا كبيرة في خطوط بدون تشعبات مع متطلبات محددة تتعلق بنسب الخطين «O» و«I» المختارين. يجب أن تكون الأحرف بين 5/8 بوصة و 2 بوصات عالية بناءً على الخطوط «I». يجب أن يكون خط برايل أسفل الأحرف البارزة مباشرةً ويجب أن يكون برايل مختصرًا (كان يسمى سابقًا برايل من الدرجة 2).[5]
- يجب تركيب العلامات اللمسية 48 بوصات كحد أدنى من خط الأساس لأدنى حرف مرتفع و60[5] بوصة كحد أقصى من خط الأساس لأعلى حرف مرتفع. (على الرغم من أن تعريف «الحرف» لا يتضمن خلايا برايل، فقد ذكرت هيئة الوصول أن قاعدة 48 بوصة تنطبق على قاعدة أدنى خط من خلايا برايل.)
- إذا تم استخدام الصور التوضيحية لتحديد المساحة (على سبيل المثال، علامات المراحيض التي تحتوي على صور توضيحية للجنس)، فيجب أن تكون في حقل رأسي بمساحة ست بوصات خالية من أي محتوى آخر ومرفقة بأحرف ملموسة تتوافق مع الصورة التوضيحية.[5]
- هناك أربعة رموز عالمية لإمكانية الوصول. أحدها هو الرمز الدولي المألوف للوصول (ISA)، أو «رمز الكرسي المتحرك». يُستخدم هذا الرمز لتحديد الميزات التي يسهل الوصول إليها، مثل المداخل أو دورات المياه أو الممرات. هناك ثلاثة رموز خاصة بالأشخاص ذوي الإعاقات السمعية: رمز «الأذن» هو الرمز الدولي للوصول لضعاف السمع، ويُستخدم لإظهار توفر نظام مساعد للاستماع. يشير رمز «لوحة المفاتيح» إلى تي تي واي أو الهاتف النصي. يشير رمز «الهاتف» مع الموجات الصوتية إلى توفر هاتف يتم التحكم في مستوى الصوت فيه.

## المعايير
معايير علامة جمعية الأمريكيين ذوي الإعاقة (ومعظم المعايير الأخرى المستخدمة في لوائح جمعية الأمريكيين ذوي الإعاقة وأكواد البناء الحكومية) هي نتاج لجنة A117.1 التابعة للمعهد الوطني الأمريكي للمعايير (ANSI). تتكون هذه اللجنة الكبيرة من مجموعة متوازنة من الممثلين من الصناعة والحكومة ومنظمات الإعاقة والمصممين ومسؤولي الكود والخبراء. تجتمع اللجنة كل خمس سنوات لمراجعة آخر معيار تم نشره. ويستخدم مجلس الكود الدولي هذا المعيار بعد ذلك لنموذج كود البناء الخاص به، وقد شكل هذا المعيار الأساس للنسخة الجديدة من إرشادات جمعية الأمريكيين ذوي الإعاقة، والتي تسمى الآن 2004 جمعية الأمريكيين ذوي الإعاقة/ABA. (ومع ذلك، مع النشر النهائي للمعايير من قبل وزارة العدل، فإننا نشير الآن بشكل عام إلى المبادئ التوجيهية باعتبارها معايير قانون الأمريكيين ذوي الإعاقة لعام 2010 للتصميم الذي يمكن الوصول إليه.)
وكانت المعايير قد تم اعتمادها بالفعل من قبل العديد من الوكالات الفيدرالية، وتمت الموافقة عليها من قبل وزارة العدل وكانت تنتظر المراجعة النهائية من قبل مكتب الإدارة والميزانية عندما تولت إدارة أوباما السلطة. على الرغم من أنها في الواقع نتاج إدارة كلينتون واستغرقت ثماني سنوات حتى أقرتها إدارة بوش، فإن إدارة أوباما اعتبرتها لوائح إدارة بوش، وأحالتها للمراجعة.[بحاجة لمصدر] وقد وافقت وزارة العدل على نشرها في 15 سبتمبر 2010، وأصبحت سارية المفعول قانونًا في 15 مارس 2012.

## ببليوغرافيا
- 2010 ADA Standards for Accessible Design (2010 ed.). 2010
- "ADA Signage". www.engraversjournal.com. Retrieved 2023-10-13.
- Guffey, E. (2017). Designing disability. In Bloomsbury Publishing Plc eBooks. دُوِي:10.5040/9781350004245
- Rhoads, Marcela (2010). The ADA Companion Guide: Understanding the Americans with Disabilities Act Accessibility Guidelines (ADAAG) and the Architectural Barriers Act (ABA). John Wiley & Sons, Inc.
- Shapiro, Joseph (2020-07-17). "Disability Pride: The High Expectations of a New Generation". The New York Times. ISSN 0362-4331. Retrieved 2023-10-13.